# Fast & Furious Takedown
Fast & Furious Takedown es un videojuego de carreras desarrollado por SMG Studio y publicado por Universal Studios Interactive Entertainment para Android e iOS. Es el primer juego publicado por Universal y décimo sexto juego de la franquicia Fast & Furious.

## Jugabilidad
Takedown se describe como un juego de acción y carreras de drift. Tiene más de 60 autos con licencia con icónicos de la saga como el Dodge Charger de Dom, el Camión de Hobbs y el infame Flip Car de Shaw. Los autos se pueden modificar con mejoras de rendimiento y visuales. La conducción es arcade, se puede derrapar, hacer acrobacias y embestir a los oponentes.